# اچ‌نوام‌اس ولکیرن
اچ‌نوام‌اس ولکیرن (به انگلیسی: HNoMS Valkyrjen) یک کشتی بود که طول آن ۵۹٫۴ متر (۱۹۴ فوت ۱۱ اینچ) بود. این کشتی در سال ۱۸۹۶ ساخته شد.